# Hemeroblemma schausiana
Hemeroblemma schausiana är en fjärilsart som beskrevs av Paul Dognin 1912. Hemeroblemma schausiana ingår i släktet Hemeroblemma och familjen nattflyn. Inga underarter finns listade i Catalogue of Life.